# Понте Пјо (Анкона)
Понте Пјо (итал. Ponte Pio) насеље је у Италији у округу Анкона, региону Марке.
Према процени из 2011. у насељу је живело 98 становника. Насеље се налази на надморској висини од 70 м.